# 4-я бронетанковая дивизия (Сирия)
4-я бронетанковая дивизия (араб. الفرقة الرابعة‎) — элитное тактическое соединение Сирийской арабской армии, фактически находившееся под командованием брата президента Сирии Махера Асада.
Дивизия считалась одним из самых боеспособных формирований Сирийской арабской армии. Она сыграла ключевую роль в некоторых боестолкновениях гражданской войны в Сирии.

## История, структура и особенности
История создания соединения уходит корнями к военизированным формированиям «Оборонных бригад» («Сарайя ад-Дифа»), находившихся под командованием Рифата Асада — брата бывшего президента Сирии Хафеза Асада. После изгнания Рифата из Сирии в 1984 году, на базе бригад была развернута 569-я бронетанковая, а затем и 4-я бронетанковая дивизии.
Дивизия рассматривается как наиболее боеспособное и хорошо оснащённое формирование сирийской армии. Наряду с Республиканской гвардией и военной разведкой, дивизия составляет основу безопасности сирийского правительства и играет ключевую роль в охране столицы Сирии Дамаска.
Численность оценивается от 12 до 25 тысяч человек. До 90 % солдат бригады численностью от 12 до 25 тысяч человек (по разным подсчетам) — профессионалы (контрактники), а 80 % списочного состава — алавиты. По структуре имеет стандартный трёхбригадный состав из двух бронетанковых и одной мотопехотной бригад, с дополнительными артиллерийскими частями и подразделениями тылового обеспечения.
Около 80 % солдат дивизии принадлежат к религиозному меньшинству мусульман-алавитов, а около 90 % является профессиональными солдатами, в отличие от большинства других формирований сирийской армии, сформированных из призывников.
На вооружении 4-й бртд состоят танки Т-72АВ, Т-72М1 и Т-55МВ. Также часть танков Т-72 оснащены итальянской СУО TURMS-T с панорамным прицелом командира и носят обозначение Т-72С «Снайпер». Артиллерия представляет собой 122-мм САУ 2С1 «Гвоздика», РСЗО Голан 400 и Буркан (обе РСЗО в 42-й бронетанковой бригаде).
С 2012 года дивизия дислоцируется в Дамаске. Последней крупной операцией за пределами Дамаскской мухафазы, в которых принимала участие 4 бртд, была Битва за Идлиб в 2012 году. Затем дивизия вела операции в западной и северной частях мухафазы Дамаск, заключавшиеся в блокировании анклавов мятежников в Вади-Бараде, Джимрайе, на западе Гуты и в районе Аль-Таль. В дальнейшем дивизия вела осаду Дарайи, города на западе от Дамаска. После начала Военной операции России в Сирии, после обращения за помощью последней к России, дивизия смогла взять города Муадамийят-аш-Шам, Хан аль-Шейх, Дарайю и долину Вади-Барада. В 2017 году дивизия сконцентрировалась на боевых действиях в Кабуне, городском районе в восточной части Дамаска.

## Роль в сирийской гражданской войне
Дивизия сыграла ключевую роль на первоначальном этапе гражданской войны в Сирии (2011—2012) в попытках правительства нанести поражение мятежникам. Подразделения дивизии были задействованы в городе Даръа, прибрежном городе Банияс, провинциях Хомс, Идлиб, Алеппо и др. По данным канала Аль-Джазира, некоторые офицеры дивизии были направлены в другие менее устойчивые преимущественно суннитские формирования сирийской армии, чтобы остановить их распад и дезертирство.
В июне 2013 года сообщалось, что командир дивизии Махер Асад командует правительственными войсками в Хомсе и Алеппо.
В ноябре 2017 года подразделения 4-й дивизии принимали участие в штурме Абу-Камаля.

## Обвинения в военных преступлениях
По данным организации Human Rights Watch, дивизия причастна к совершению военных преступлений в период гражданской войны в Сирии: расстрелов и избиений безоружных демонстрантов, произвольных арестов, уничтожению имущества

## Состав

### 2019 год
- 40-я бригада специального назначения[~ 1]
- 41-я бригада специального назначения
- 42-я бригада специального назначения
- 138-я механизированная бригада
- 154-й артиллерийский полк
- 333-й лёгкий пехотный полк
- 555-й лёгкий пехотный полк
- 666-й лёгкий пехотный полк
- Полк специального назначения «Львы защитники» (сформирован в 2014 году)[12]
- Отдельный батальон «Ястребы Али Шели»
- 977-й отдельный батальон[13]